# Natriumvätesulfit
Natriumvätesulfit, äldre namn natriumbisulfit, är ett ämne som bildas när svaveloxid reagerar med natriumhydroxid eller natriumvätekarbonat.
SO2 + NaOH → NaHSO3
SO2 + NaHCO3 → NaHSO3 + CO2

## Funktion
Konserveringsmedel som motverkar bakterier. Har även antioxidativ effekt.

## Framställning
Salt av svavelsyrlighet, vilket är svaveldioxid (E 220) löst i vatten. 

## Användningsområde
Används i t. ex. torkad frukt, frukt- och grönsaksberedningar, potatismospulver, fiskvaror, öl, vin och spritdrycker.
Den amerikanska myndigheten Food and Drug Administration förbjöd 1986 substansens användande för behandling av färsk frukt och färska grönsaker 

## Kända hälsorisker
Kan ge upphov till överkänslighetsreaktioner, särskilt hos astmatiker. Kan även orsaka irritation i magsäcken då svavelsyrlighet bildas.